# Myrmarachne cuneata
Myrmarachne cuneata là một loài nhện trong họ Salticidae.
Loài này thuộc chi Myrmarachne. Myrmarachne cuneata được Badcock miêu tả năm 1918.